# Le Retour de la Panthère rose
 (août 2021).
Si vous disposez d'ouvrages ou d'articles de référence ou si vous connaissez des sites web de qualité traitant du thème abordé ici, merci de compléter l'article en donnant les références utiles à sa vérifiabilité et en les liant à la section « Notes et références ».
Pour les articles homonymes, voir La Panthère rose (homonymie).
Série
L'Infaillible Inspecteur Clouseau
(1968) Quand la Panthère rose s'emmêle
(1976)
Pour plus de détails, voir Fiche technique et Distribution.
Le Retour de la Panthère Rose (The Return of the Pink Panther) est un film américano-britannique réalisé par Blake Edwards et sorti en 1975.
C'est le troisième opus de la série de films mettant en vedette Peter Sellers dans le rôle de l'inspecteur Clouseau.

## Synopsis
La Panthère rose, un diamant inestimable, est dérobé à l'émirat de Lugash. L'inspecteur Clouseau est dépêché sur place pour retrouver le voleur. Persuadé qu'il s'agit d'un coup de sir Charles Litton alias « le Fantôme », Clouseau le traque sans répit. Pour prouver son innocence, Litton décide de mener sa propre enquête.

## Fiche technique
- Titre original : The Return of the Pink Panther
- Titre : Le Retour de la Panthère rose
- Réalisation : Blake Edwards
- Scénario : Frank Waldman (en) et Blake Edwards
- Décors : Peter Mullins
- Photographie : Geoffrey Unsworth
- Montage : Tom Priestley
- Musique : Henry Mancini
- Production : Blake Edwards
- Sociétés de production : Incorporated Television Company, Jewel Productions, Pimlico Films  et United Artists
- Sociétés de distribution : United Artists
- Budget : 5 millions de dollars
- Pays :  Royaume-Uni /  États-Unis
- Langue : anglais
- Format : couleur - 35 mm - 2,35:1 - son monophonique
- Genre : comédie policière
- Durée : 113 minutes
- Dates de sortie : 
  - États-Unis : 21 mai 1975
  - France : 17 décembre 1975
  - Royaume-Uni : 29 février 1976
- Affiches : Bill Gold (États-Unis), Jouineau Bourduge (France)

## Distribution
- Peter Sellers (VF : Michel Roux) : le policier puis l'inspecteur Jacques Clouseau
- Christopher Plummer (VF : Jacques Thébault) : sir Charles Litton
- Catherine Schell (VF : Marion Loran) : lady Claudine Litton
- Herbert Lom (VF : Pierre Garin) : l'inspecteur-chef Charles Dreyfus
- Peter Arne (VF : Georges Riquier) : le colonel Sharky
- Peter Jeffrey : le général Wadafi
- Grégoire Aslan (VF : lui-même) : le chef de la police Lundallah
- David Lodge (acteur) (en) : Mac
- Graham Stark (VF : Gérard Hernandez) : Pepi
- André Maranne (VF : lui-même) : le sergent François Chevalier
- Mike Grady (en) : le groom
- Burt Kwouk : Kato Fong
- Eric Pohlmann (VF : Raoul Delfosse) : le bouffi
- Peter Jones : le psychiatre

## Distinctions

### Récompenses
- Evening Standard British Film Awards 1977 :
  - Meilleur acteur pour Peter Sellers
  - Meilleure comédie

### Nominations
- Golden Globes 1976 : meilleure comédie, meilleur acteur pour Peter Sellers et meilleure bande-originale de film
- Grammy Awards 1976 : meilleure musique pour Henry Mancini
- Writers Guild of America Awards 1976 : meilleure comédie

## Autour du film
- Ce troisième volet de la saga pourrait être considéré comme la suite direct du premier volet. En effet, le second opus, Quand l'inspecteur s'emmêle, tournait autour d'une affaire de meurtre, dont l'enquête était menée par l'inspecteur Clouseau, mais sans aucun rapport avec le vol du joyau.

- Le film marque le retour du personnage de Sir Charles Litton, présent dans le premier film de la saga, mais incarné cette fois-ci par Christopher Plummer et non plus par David Niven. Ce dernier retrouvera toutefois son rôle dans le diptyque À la recherche de la Panthère rose et L'Héritier de la Panthère rose.

## Place dans la série
- Ce film est le troisième d'une série de huit films réalisés par Blake Edwards :

1. La Panthère rose (1963)
2. Quand l'inspecteur s'emmêle (1964)
3. Le Retour de la Panthère rose (1975)
4. Quand la Panthère rose s'emmêle (1976)
5. La Malédiction de la Panthère rose (1978)
6. À la recherche de la Panthère rose (1982)
7. L'Héritier de la Panthère rose (1983)
8. Le Fils de la Panthère rose (1993)